# نورالدین مصالحه
نورالدین مصلحه (عربی: نور الدين مصالحه، آوانگاری: Nūr ad-Dīn Maṣālḥa؛ زادهٔ ۴ ژانویهٔ ۱۹۵۷) مورخ، نویسنده، مورخ و دانشگاهی مردم فلسطینی است.
او مورخ فلسطین و سابقاً استاد دین و سیاست و مدیر مرکز دین و تاریخ و پروژه تحقیقات سرزمین مقدس در دانشگاه سنت مری، توییکنهام است. او همچنین مدیر برنامه کارشناسی ارشد دین، سیاست و حل تعارض در دانشگاه سنت مری (۲۰۰۵–۲۰۱۵) بود.